# Zgromadzenie narodu Kazachstanu
Zgromadzenie narodu Kazachstanu, ZNK (kaz. Қазақстан халқы ассамблеясы, ros. Ассамблея народа Казахстана) – organ konsultacyjno-doradczy prezydenta Kazachstanu, reprezentujący interesy narodów zamieszkujących republikę. Zostało utworzone w 1995 roku z inicjatywy ówczesnego prezydenta Nursułtana Nazarbajewa. Składa się z ponad 500 przedstawicieli organizacji etnokulturowych i innych stowarzyszeń. Obsadza 9 miejsc w Mażylisie (niższa izba parlamentu).

## Struktury ZNK
Przewodniczącym ZNK jest Nursułtan Nazarbajew. Organem roboczym jest Sekretariat. W struktury ZNK wchodzą m.in.:
- Rada naukowo-ekspercka ZNK
- Klub dziennikarzy
- Fundusz społeczny „Fundusz ZNK”
- Centrum metodyczne nauczania języków obcych
- Stowarzyszenie przedsiębiorców ZNK
- Organizacja młodzieżowa ZNK
- Rada zgody społecznej
- Rady matek
- Domy przyjaźni
- Stowarzyszenia etnokulturowe
- Stowarzyszenie katedr ZNK
- Centra mediacji

## Święto wdzięczności
Od 2016 roku w dniu utworzenia Zgromadzenia narodu Kazachstanu (1 marca) jest obchodzone Święto wdzięczności. Święto to upamiętnia lata represji i przymusowych przesiedleń poszczególnych narodów do Kazachstanu.

## Polskie organizacje w ZNK
W struktury ZNK włączony jest Związek Polaków w Kazachstanie i szereg polskich organizacji pozarządowych. W 2009 roku funkcję Zastępcy Przewodniczącego ZNK pełnił Przewodniczący Związku Polaków w Kazachstanie Witalij Święcicki.